# 薛斯來
薛斯來，字綏之、號鴻賓，江蘇省揚州府江都縣（今江蘇省揚州市）人，清朝政治人物、進士出身。
同治元年，登進士，改庶吉士。同治二年，任翰林院編修。同治四年，任會試同考官。同治六年，任順天鄉試同考官。同治六年，任山東道監察御史；后升任掌京畿道監察御史。曾任直隸順德府知府。